# Frederico da Boémia
Frederico da Boémia foi um duque da Boémia, governou entre 1172 e 1173 e também entre 1178 e 1189. O seu 1.º governo foi antecedido pelo de Ladislau II da Boémia e foi sucedido pelo governo de Sobeslau II da Boémia, o seu segundo governo foi sucedido por Conrado II da Boémia.